# Wanzeberg
Der Wanzeberg, auch Wantzeberg, ist ein etwa 40 Quadratkilometer großer Höhenzug im Südwesten von Mecklenburg im Landkreis Ludwigslust-Parchim. Das Gebiet liegt als Folge eines sich hebenden Salzstocks etwa 30 bis 40 Meter höher als die umgebende Landschaft. Der Wanzeberg ist reich an biologischen wie an geologischen Besonderheiten. Seit Jahrhunderten wird er als Bergbaugebiet genutzt. Der höchste Punkt ist der 71 Meter hohe Steinberg beziehungsweise Steinborg (oder -burg).

## Lage

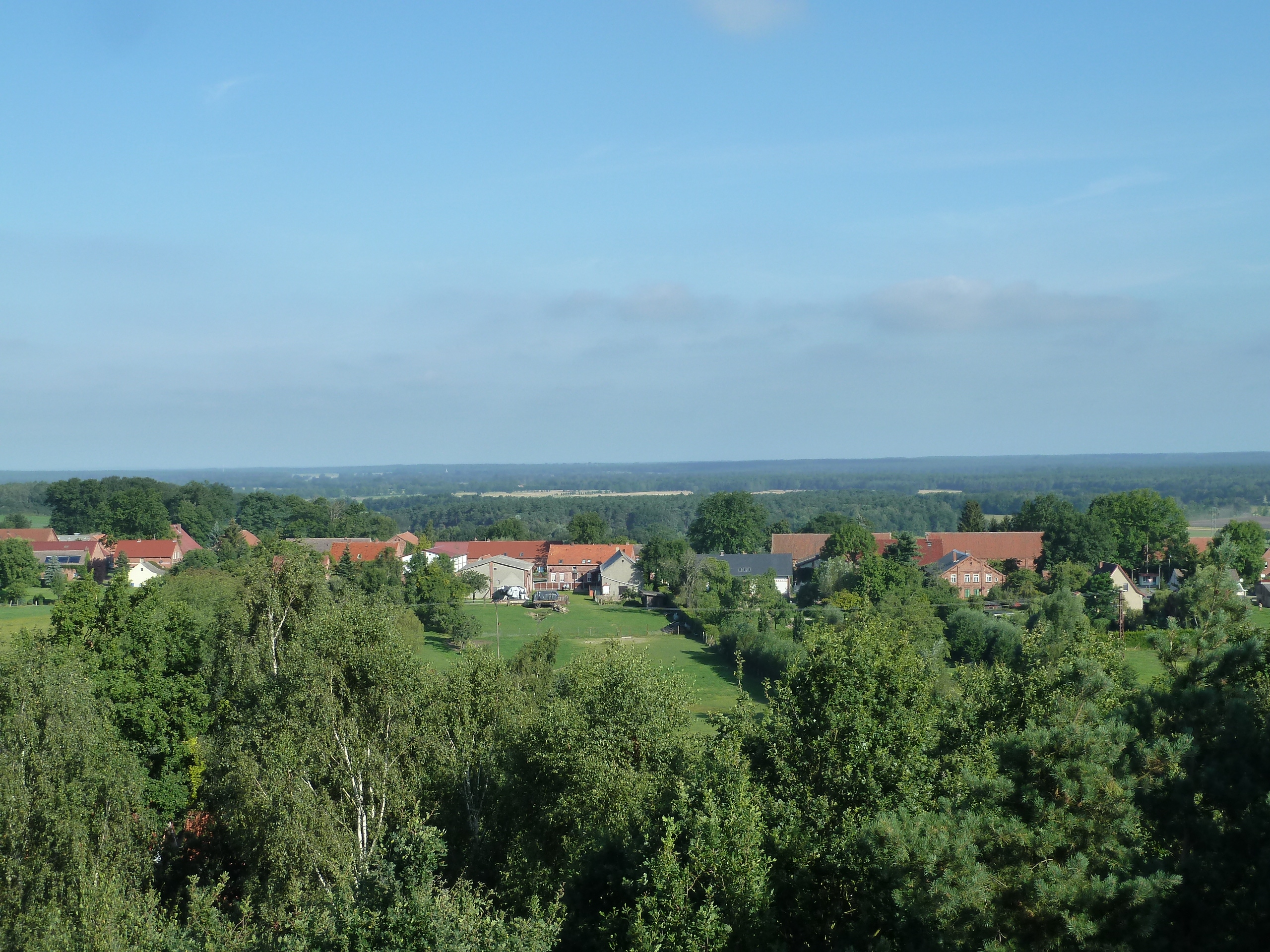
Blick vom Aussichtsturm auf dem Steinberg nach Süden

Der Wanzeberg liegt westlich von Eldena und nördlich von Dömitz zwischen den Tälern von Elde und Rögnitz. Das Gebiet hat grob eine ovale Form und ist in der ost-westlicher Richtung etwa acht Kilometer, in Nord-Süd-Richtung etwa sechs Kilometer ausgedehnt. Im Zentrum liegt die Gemeinde Malliß mit dem Ortsteil Conow. Des Weiteren liegen die Dörfer Bockup und Probst Woos (Ortsteile vom Malliß), Malk, Göhren (Gemeinde Malk Göhren), Karenz, Grebs und Schlesin (Gemeinde Grebs-Niendorf) auf oder am Wanzeberg. In der Nähe von Karenz befindet sich mit dem Steinberg der höchste Punkt des Gebietes. Teile des Wanzebergs, vor allem im Westteil, sind bewaldet.

## Name
Der Sage nach führt der Wanzeberg seinen Namen vom alten Wendenkönig Wanzka, der auf dem Steinberg begraben sein soll. Heinrich der Löwe erwähnte in der Stiftungsurkunde für das Bistum Ratzeburg eine Wanzeburg. Früher wurde der Wanzeberg als eine Art von Gebirge angesehen.
Auf der Mecklenburg-Karte des Gelehrten Tilemann Stella aus dem Jahre 1582 sind der Wantzen-Berg und der daneben liegende Alaun-Berg dargestellt. Im „Amtsbuche“ des Amtes Dömitz erwähnt Stella den Berg als der furnempst berg, der an das ampt grentzet vnd zum teil darin liegt; er hatt einen grossen begrieff vnd bezirckt vnd hatt oben gar ein fruchtbar landtart und nannte die neun Dörfer auf seinem Gebiet.
In einem Amtsbuch etwa aus dem Jahr 1540 werden ebenfalls die Dörfer des Gebietes Wantzenberg (auch Wantzeberger genannt) aufgeführt. Anscheinend galt der Wanzeberg damals als eine Art Verwaltungseinheit.  Neben den oben genannten gehörten zum nach der Säkularisation des Klosters Eldena entstandenen Amt Eldena, auch weitere Dörfer in der Umgebung von Eldena.
Auf späteren Karten ist der Wanzeberg nicht oder nur selten dargestellt. Auch das Geographisch-statistisch-historisches Handbuch des Meklenburger Landes von 1837 erwähnt den Namen nicht, lediglich den Bockuper und den Karenzer Berg.
In der Neuzeit findet der Name wieder Erwähnung, vor allem in der heimatkundlichen, biologischen und geologischen Literatur.

## Geologie und Bergbau
Durch den sich seit der Kreidezeit hebenden Salzstock Conow sind im Gebiet des Wanzeberges jüngere, vor allem pleistozäne, Schichten gehoben oder durchstoßen worden, so dass man wie selten in Norddeutschland viele ältere Ablagerungen in der Nähe der Oberfläche findet.
Der Wanzeberg ist reich an Bodenschätzen. Dazu zählen Kali- und Steinsalze, Ton, Glassand, Gips und Braunkohle.
Auf Grund der zahlreichen Bodenschätze bezeichneten die Geologen des 19. Jahrhunderts das Gebiet als „Mineraldistrikt Mecklenburgs“.

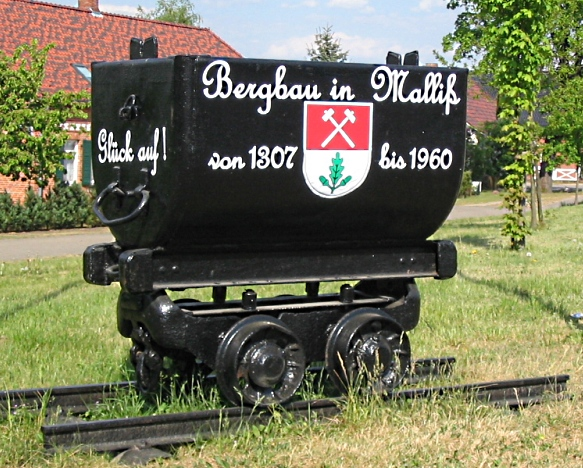
Bergbaulore in Malliß, auch die im Wappen verwendeten Schlägel und Eisen deuten auf die Bergbaugeschichte hin

Seit Anfang des 14. Jahrhunderts wurde Salz aus dem Conower Salzstock in einer Saline abgebaut. Im Jahre 1326 übereignete Kurfürst Rudolf von Sachsen dem Kloster Eldena die Abbaurechte. Später verpachtete das Kloster die Saline. Die Salzförderung ging mit Unterbrechungen bis 1746.
Bereits seit dem 16. Jahrhundert wurde Ton zur Alaungewinnung abgebaut. Aus dieser Zeit ist der Name Alaunberg überliefert. Der Alaunabbau endete Anfang des 18. Jahrhunderts.
1790 veranlasste Herzog Friedrich Franz I. von Mecklenburg Sucharbeiten nach Kohle. 1817 wurde der Abbau aufgenommen und nach einer Unterbrechung zwischen 1838 und 1856 bis 1880 weitergeführt. Nachdem der Bau des Oberflözes nicht mehr möglich war, begann 1875 die Erschließung des Unterflözes. Hierzu wurde am Südhang des Berges der Marienstollen in den Berg getrieben und die Kohle unter Tage abgebaut. Über einen Stichkanal zum Eldekanal wurde die Kohle auf dem Wasserweg abgefahren. Nach mehreren Unterbrechungen wegen geringer Rentabilität, zuletzt wegen der Weltwirtschaftskrise 1926, wurde 1946 die Förderung wegen der Brennstoffknappheit nach dem Zweiten Weltkrieg wieder aufgenommen. Endgültig endete der Kohleabbau im Jahre 1960. Der verschüttete Stolleneingang wurde 1996 wieder freigelegt und das Mundstück des Stollens rekonstruiert. Es steht unter Denkmalschutz.
Von 1912 an wurden bis 1926 Kalisalze in einem Schacht westlich von Conow abgebaut. Nach Ende der Förderung wurde der Schacht geflutet. Seit 1875 wird Ton zur Ziegelherstellung abgebaut. Ein Tagebau nördlich der Bundesstraße 191 ist bis heute in Betrieb.

## Naturschutz und touristische Nutzung

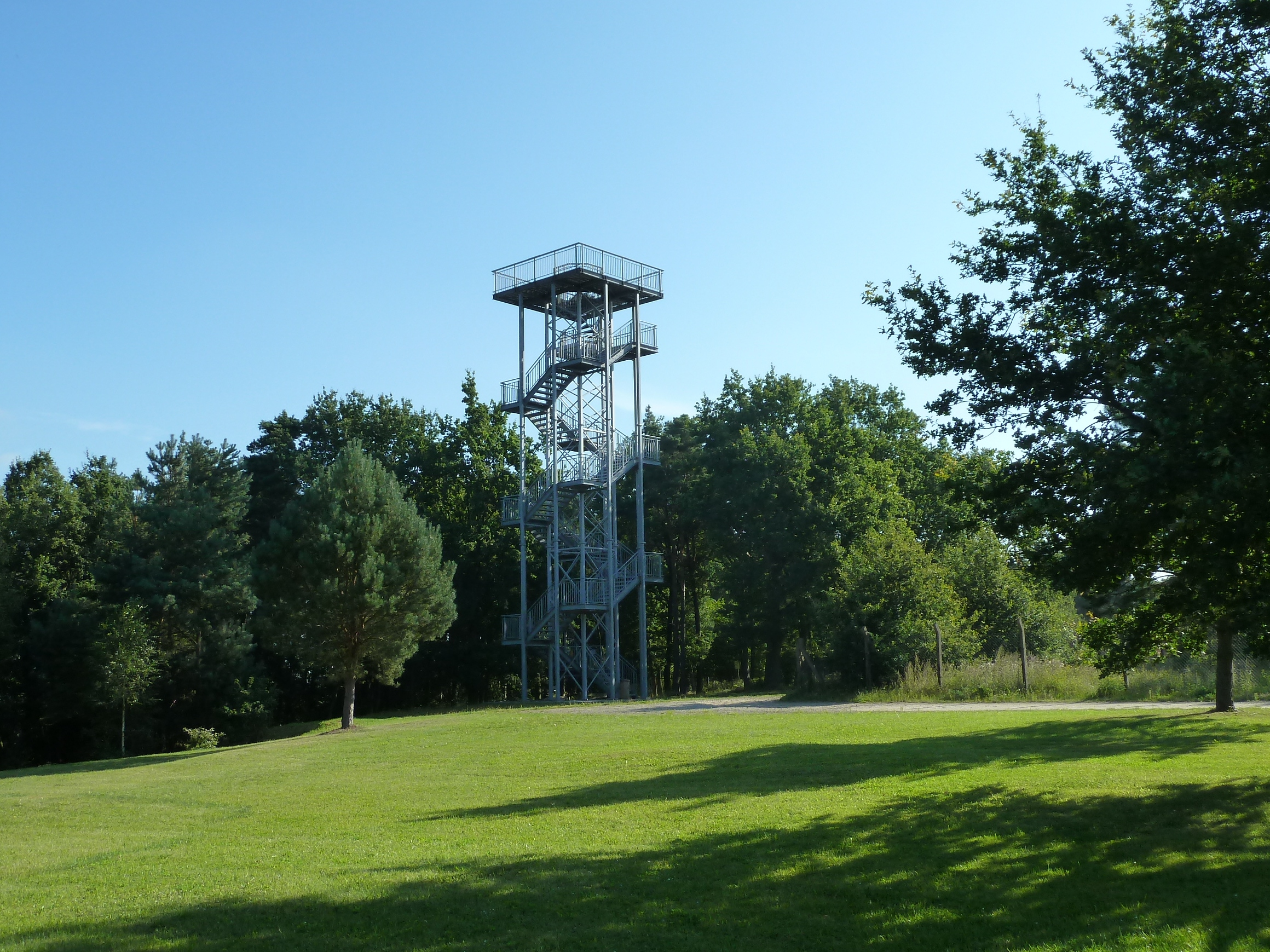
Aussichtsturm auf dem Steinberg

Der Wanzeberg ist Heimat vieler seltener Tier- und Pflanzenarten.
Seit 1996 ist mit Ausnahme der Ortskerne das komplette Gebiet des Wanzebergs als Landschaftsschutzgebiet ausgewiesen.
Die Karenzer Heide am Südhang des Steinbergs ist Schutzgebiet nach der europäischen Fauna-Flora-Habitat-Richtlinie. Besonderheit dieses Gebietes sind eine atlantische Ginsterheide sowie Reste von Halbtrockenrasen. Auch in den ehemaligen Tongruben des Wanzeberges finden sich seltene Pflanzen- und Tierarten sowie diverse Versteinerungen von Fossilien.
Auf dem Steinberg bei Karenz befindet sich seit 2006 ein etwa 20 Meter hoher Aussichtsturm.